# Alexandre Pierson
Alexandre Pierson (* 18. Januar 1986) ist ein ehemaliger französischer Tennisspieler.

## Karriere
Bei Future-Turnieren versuchte sich Pierson mehrfach erfolglos in der Qualifikation.
Seinen ersten und einzigen Auftritt auf der ATP Tour hatte er in der Doppelkonkurrenz des Open de Nice Côte d’Azur in Nizza im Mai 2013 zusammen mit Alexandre Massa. Dort verloren sie ihre Erstrundenpartie gegen Eric Butorac und Lukáš Dlouhý mit 2:6 und 2:6. Danach bestritt er kein Match mehr.